# Pusterla del Borgo Nuovo
La Pusterla del Borgo Nuovo (in origine Pusterla Nuova o Pusterla di Sant'Andrea) era una delle porte minori (chiamate anche "pusterle") poste sul tracciato medievale delle mura di Milano.

## Storia
Sorgeva in corrispondenza dell'attuale via Sant'Andrea, prendendo il nome da quell'insieme di borgate (Borgonuovo, Borgo Spesso, Borgo del Gesù e Borgo Sant'Andrea) che s'erano sviluppate nella parte settentrionale della città, adiacente a Porta Orientale, fra la cinta muraria romana e il Naviglio.
Lo storico Serviliano Latuada riporta, pur senza farne esplicitamente il nome:
La pusterla del Borgo Nuovo venne in seguito demolita: mancano però documenti che attestino questa demolizione, quindi l'anno di abbattimento della struttura è sconosciuto.